# Alfredo Alegría (actor)
Alfredo Alegría Formoso (Ciudad de México 1 de mayo - 1945, 8 de junio de 2024) fue un actor mexicano.

## Carrera artística
Siempre recordado por su personaje de 'Lenguardo' en el programa de los ochenta ¡Cachún cachún ra ra!, producido por Luis de Llano Macedo. De 1981 a 1984 le dio vida a Lenguardo, el personaje que tenía problemas de dicción, en la preparatoria ¡Cachún! Fue bastante relevante este programa que en 1983 llegaron al Teatro San Rafael y a los Televiteatros (hoy Centro Cultural Telmex).
Fue presentador de La Banda Timbiriche, apareciendo en especiales junto con el grupo Parchis.
Después en 1985 protagonizó el programa Las aventuras de Lenguardo, en la barra cómica del Canal 2 de Televisa.
Siguió con su carrera actoral y participó en varias telenovelas. También dio clases de actuación. 
En 2009 el actor se sumó al elenco de Atrévete a soñar, interpretando a un profesor de canto.

## Trayectoria

### Video Home
- Luna de miel automática (2002)
- Parejas disparejas (2002)
- La buenota risa (1996)

### Películas
- Las pasiones de sor Juana (2004) …. Cirilo
- Tropezando con el cielo (2001)
- La super risa en vacaciones 8 (1996)
- Revancha de mujer (1995) …. Maestro
- ¿Dónde quedó la bolita? (1993)
- Nosotros los pelados (1984)
- ¡¡Cachún cachún ra-ra!! (Una loca, loca, preparatoria) (1984) …. Lenguardo
- Don Ratón y don Ratero (1983) …. Vinagre
- El Chanfle 2 (1982)... Botones de hotel
- El Milusos (1981)... Asaltante

### Telenovelas
- Atrévete a soñar (2009) …. Profesor de canto
- Agujetas de color de rosa (1994)
- La pícara soñadora (1991) …. Detective Benítez
- La fiera (1983) …. Lupito #1

### Programas de TV
- La rosa de Guadalupe (2008-2015).... Varios episodios
- Papá soltero (1991) …. Fabián estilista Capítulo: “Fuera de onda”
- Las aventuras de Lenguardo (1985) .... Lenguardo
- Concierto Parchís & La Banda Timbiriche (1982) Presentador
- ¡¡Cachún Cachún Ra Ra!! (1981) .... Lenguardo

### Escritor
- ¡¡Cachún cachún ra-ra!! (Una loca, loca, preparatoria) (1984)

### Discos
- ¡¡Cachún Cachún Ra Ra!! (Canciones Originales del Programa de TV) 1983, “Rey de la R”.
- La Banda Timbiriche: En Concierto (1983) …. Voz, presentador

### Teatro
- Me enamoré de una bruja (2003)
- El Show de los Cachunes, (Musical 1983).... Lenguardo
- La Pandilla (Godspell) 1979)